# Sân bay Berbérati
Sân bay Berbérati (IATA: BBT, ICAO: FEFT) là một sân bay ở Berbérati, Cộng hòa Trung Phi.